# Алхамбра (Илиноис)
Алхамбра (енгл. Alhambra) град је у америчкој савезној држави Илиноис.

## Демографија
По попису из 2010. године број становника је 681, што је 51 (8,1%) становника више него 2000. године.
| Група             | 2000.       | 2010.       |
| Белци             | 622 (98,7%) | 665 (97,7%) |
| Афроамериканци    | 0 (0,0%)    | 2 (0,3%)    |
| Азијати           | 0 (0,0%)    | 2 (0,3%)    |
| Хиспаноамериканци | 0 (0,0%)    | 3 (0,4%)    |
| Укупно            | 630         | 681         |